# Zvonimir Požega
Zvonimir Požega (Zemun, 21 maggio 1913 – 4 ottobre 1941) è stato un calciatore jugoslavo, di ruolo difensore.

## Carriera

### Nazionale
Il suo debutto con la nazionale jugoslava risale al 7 maggio 1939 nella partita contro la Romania giocatasi a Bucarest. La sua ultima partita con la nazionale risale al 4 giugno dello stesso anno contro l'Italia a Belgrado.
Indossò la maglia della nazionale per un totale di tre partite.